# Одарівка (Запорізький район)
Ода́рівка — село в Україні, у Комишуваській селищній громаді Запорізького району Запорізької області. Населення становить 207 осіб. До 2020 року орган місцевого самоврядування — Комишуваська селищна рада.

## Географія
Село Одарівка розташоване на правому березі річки Кінська, вище за течією на відстані 2,5 км розташоване село Любимівка, нижче за течією на відстані 1 км розташоване село Жовтеньке. На відстані 1 км розташоване село Блакитне. Через село пролягають автошлях національного значення Н08 (Бориспіль — Запоріжжя — Маріуполь) та залізниця Запоріжжя II — Пологи (станція Обща, за 5 км). У селі річка Берестова впадає у річку Кінську. Площа населеного пункту — 75,5 га.

## Історія
Село засноване у 1770 році. На берегах річки ще збереглися руїни цегляних будинків німецьких колоністів — менонітів та невеликі сади. Маніфест 1763 року імператриці Катерини II дозволяв їм в'їжджати і селитися, де тільки побажають. Німці-меноніти, права яких у своїй країні ущемлялися, почали заселяти землі у 1775—1776 роках. Їх звільняли на кілька років від сплати податків, надавали свободу віросповідання, не брали до лав армії. В Олександрівському повіті колоністи селилися на землях сучасних Бердянського, Запорізького та Пологівського районів. Побудували свої будинки німецькі колоністи і на землях села Дар'ївка. У 1871 році колоністи були переведені до розряду селян-власників і позбавлені всіх пільг.
Відповідно з ревізьких документів 1816 року, село Дар'ївка належала колезькому раднику Дмитру Степанову. В історичних документах 1859 року, Дар'ївка описується як дві частини одного села, які поділені між спадкоємцями поміщика Дмитра Акутіна. У 1850—1858 роках Дар'ївка власність дружини полковника Софії Дмитрівною Крижова і Дмитра Акутіна.
У 1896 році була побудована залізниця Олександрівськ — Пологи, що значно прискорило розвиток села.
У списках населених пунктів Олександрівського повіту 1911 року, називається, як Дар'ївка Акутіна і Дар'ївка Крижова. 
7 (20) листопада 1917 року, відповідно до Третього Універсалу Української Центральної Ради, увійшли до складу Української Народної Республіки.
Після Жовтневого перевороту Одарівка стала єдиним селом. У 1935 році в селі почалися репресії і депортація, сади менонітів зникли, їх цегляні будинки розібрали.
За радянських часів жителі Дар'ївка працювали у колгоспі «Радянська Україна», який був багатопрофільним, займаючись розведенням корів, овець, свиней, гусей, качок, вирощуючи овочі і зернові. Великі площі займали сади. У селі було кілька пташників, кузня, семирічна школа, бібліотека, клуб, медпункт.
У Незалежній Україні
Населення станом на 1 січня 2011 року становило 196 осіб і налічувалося 86 дворів.
10 серпня 2016 року, в ході децентралізації, Комишуваська селищна рада об'єднана з Комишуваською селищною громадою.
12 червня 2020 року, відповідно до Розпорядження Кабінету Міністрів України від № 713-р «Про визначення адміністративних центрів та затвердження територій територіальних громад Запорізької області», увійшло до складу Комишуваської селищної громади.
19 липня 2020 року, в результаті адміністративно-територіальної реформи та ліквідації Оріхівського району, село увійшло до складу Запорізького району.

## Населення

### Мова
Розподіл населення за рідною мовою за даними перепису 2001 року:
| Мова       | Відсоток |
| ---------- | -------- |
| українська | 92,75%   |
| російська  | 6,28%    |
| вірменська | 0,97%    |

## Інфрастуктура
В селі Одарівка знаходяться: поштове відділення — ЗДУДППЗ ЦПЗ № 5 (Запорізька дирекція управління державного поштового підприємства зв'язку Центр поштового зв'язку № 5, с. Одарівка), амбулаторія, крамниці.